# Joël Vincent
Joël Vincent (né le 19 janvier 1969 à Schœlcher en Martinique) est un athlète français, spécialiste du saut en hauteur.

## Biographie
Médaillé d'argent du saut en hauteur lors des championnats d'Europe juniors de 1987, à Birmingham, il se classe également deuxième des Jeux de la Francophonie de 1989.
Il remporte quatre titres de champion de France du saut en hauteur, trois en plein air en 1989, 1991 et 1992, et un en salle en 1996.

## Palmarès

### International
| Date | Compétition                   | Lieu       | Résultat | Épreuve         | Performance |
| ---- | ----------------------------- | ---------- | -------- | --------------- | ----------- |
| 1987 | Championnats d'Europe juniors | Birmingham | 2e       | Saut en hauteur | 2,15 m      |
| 1989 | Jeux de la Francophonie       | Rabat      | 2e       | Saut en hauteur | 2,19 m      |

### National
- Championnats de France d'athlétisme :
  - vainqueur du saut en hauteur en 1989, 1991 et 1992.
- Championnats de France d'athlétisme en salle :
  - vainqueur du saut en hauteur en 1996.

### Records
| Épreuve         | Performance | Lieu | Date |
| --------------- | ----------- | ---- | ---- |
| Saut en hauteur | 2,29 m      |      | 1992 |